# Шамарин Олександр Миколайович
Олександр Миколайович Шамарин (Шамарін) (19 червня 1953, місто Караганда, тепер Республіка Казахстан) — український діяч, голова сільськогосподарського підприємства «Родина» Шахтарського району Донецької області. Народний депутат України 2-го скликання.

## Біографія
Народився у родині шахтаря Миколи Штумерта та Асі Шамаріної.
У 1969—1973 роках — студент відділу меліорації Костянтинівського сільськогосподарського технікуму Донецької області.
У грудні 1975 — червні 1978 року — бригадир комплексної бригади № 1, у червні 1978 — лютому 1986 року — головний агроном колгоспу «Зоря комунізму» Шахтарського району Донецької області. Член КПРС.
У 1977—1982 роках — студент-заочник Ворошиловградського сільськогосподарського інституту, вчений агроном.
У лютому 1986 — січні 1988 року — провідний спеціаліст Шахтарського районного агропромислового об'єднання Донецької області.
З січня 1988 року — голова сільськогосподарського підприємства «Родина» Шахтарського району Донецької області. Член КПУ.
Народний депутат України 2-го демократичного скликання з .04.1994 (2-й тур) до .04.1998, Шахтарський виборчий округ № 144, Донецька область. Голова підкомітету з питань аналізу і контролю бюджетного забезпечення АПК Комітету з питань бюджету. Член депутатської фракції «Соціально-ринковий вибір» (до цього — депутатської групи «Відродження та розвиток агропромислового комплексу України»).

## Нагороди та відзнаки
- орден «За заслуги» III ступеня
- заслужений працівник сільського господарства України